# 장식 예술
장식 예술은 아름답고 기능적인 물건을 디자인하고 제조하는 것을 목표로 하는 예술 또는 공예이다. 여기에는 건물 인테리어 및 인테리어 디자인을 위한 물건을 만드는 대부분의 예술이 포함되지만 일반적으로 건축은 제외된다. 도자기 예술, 금속 세공품, 가구, 보석류, 패션, 다양한 형태의 섬유 예술 및 유리 제품이 주요 그룹이다.
응용미술은 장식 예술과 크게 겹치며, 현대 용어로 둘 다 디자인이라는 포괄적 범주에 포함되는 경우가 많다. 장식 예술은 흔히 회화, 소묘, 사진, 대규모 조각 등 "순수 예술"로 분류되며, 일반적으로 미적 품질과 지성을 자극하는 능력만을 위해 물건을 생산한다.

## 같이 보기
- 예술지상주의
- 응용미술
- 미술
- 산업 디자인